# Corpet-Louvet Ct CBR 50-60

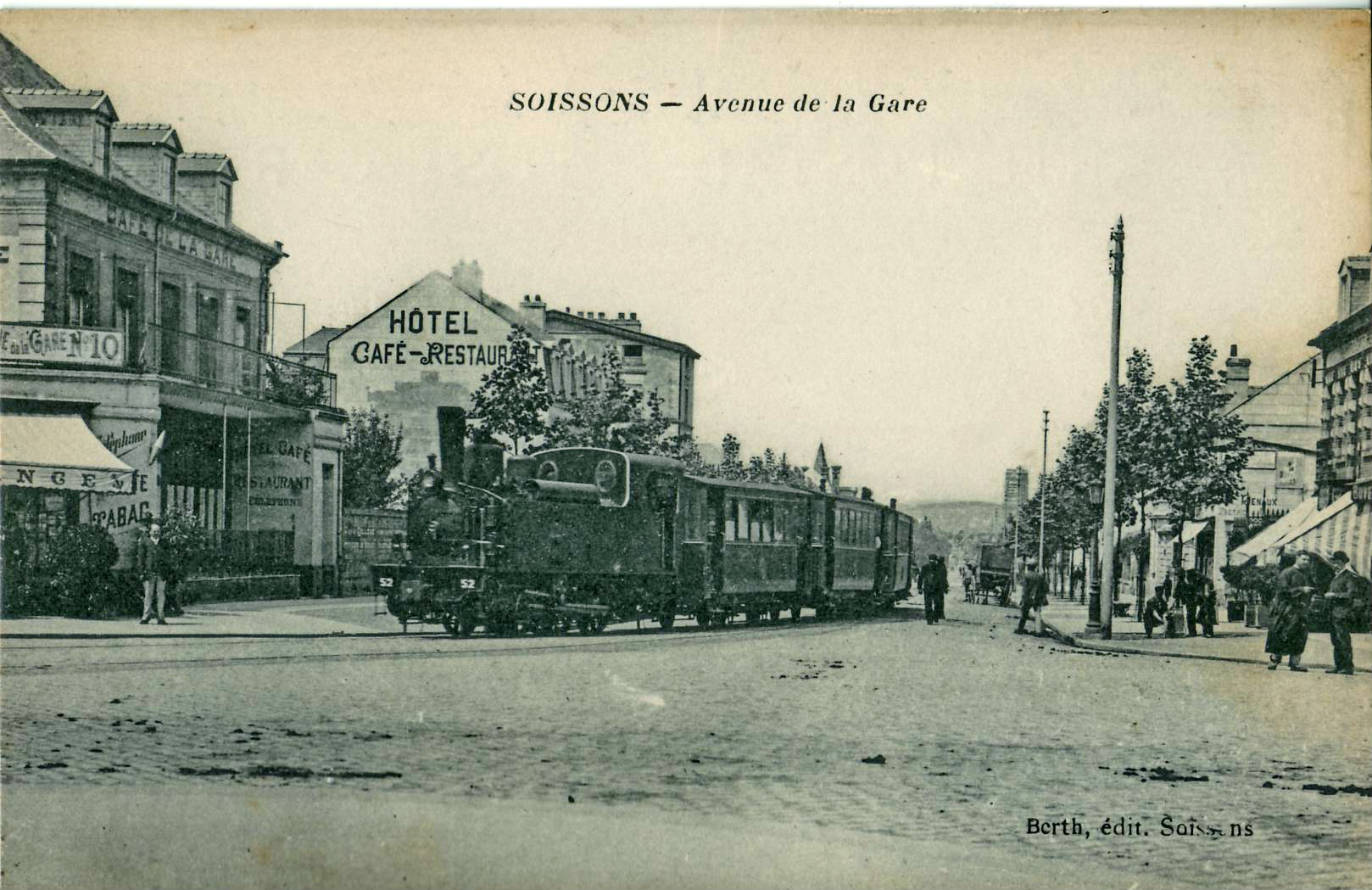
La locomotive n°52 à Soisson.

La Corpet-Louvet Ct ou 030T est un modèle de locomotive à vapeur construit par Corpet-Louvet pour les Chemins de fer de la Banlieue de Reims (CBR).

## Histoire
Elles sont livrées aux CBR en quatre séries, n°50 à 57 entre novembre 1903 et janvier 1904, n°58 en novembre 1905, n°59 en février 1906 et n°60 en septembre 1911. Elles sont toutes affectées à la ligne Soissons - Rethel.

## Caractéristiques[1]
- Type : C (030) tender ;
- Nombre : 11 ;
- Numéros constructeur : 957 à 964 (n°50 à 57), 1063 (n°58), 1075 (n°59) et 1378 (n°60).
- Numéros : 50 à 60 ;
- Écartement : métrique (1 000 mm).